# Frauenneuharting
Frauenneuharting ist eine Gemeinde im oberbayerischen Landkreis Ebersberg.

## Geografie

### Lage
Frauenneuharting liegt in der Region München im Alpenvorland rund sieben Kilometer östlich von Grafing, 19 km südwestlich von Wasserburg, 28 km nördlich von Rosenheim und elf Kilometer von der Kreisstadt Ebersberg entfernt.

### Gemeindegliederung
Es gibt 42 Gemeindeteile:
- Aichat
- Alme
- Anger
- Baumberg
- Biebing
- Buch
- Eichbichl
- Eschenloh
- Frauenneuharting
- Geisfeld
- Gersdorf
- Graben
- Großaschau
- Hagenberg
- Haging
- Halbeis
- Haus
- Heimgarten
- Hinteraschau
- Hochholz
- Höhenberg
- Hungerberg
- Jakobneuharting
- Kleinaschau
- Knogl
- Lacke
- Lauterbach
- Lettenberg
- Lindach
- Lohen
- Mayer am Haus
- Moosen
- Oed
- Raunstädt
- Reith
- Ried
- Schaurach
- Spezigraben
- Stachet
- Tegernau
- Wimpersing
- Zell

## Geschichte

### Bis zur Gemeindegründung
Um das Jahr 1000 wurde die Kirche in Frauenneuharting geweiht. Die Katholische Pfarrkirche Mariä Heimsuchung in Frauenneuharting ist im Kern spätgotisch, der barocke Ausbau erfolgte 1632. 
Frauenneuharting gehörte zum Rentamt München und zum Landgericht Schwaben des Kurfürstentums Bayern und war Sitz einer Hauptmannschaft. Die Herren von Pienzenau waren von 1381 bis 1800 als Hofmarksherren mit Jakobneuharting, dem früheren Neuharting, und den umliegenden Ortschaften verbunden. 
Im Zuge der Verwaltungsreformen in Bayern entstand mit dem Gemeindeedikt von 1818 die heutige Gemeinde.

### 20. und 21. Jahrhundert
Am 29. Dezember 1944 wurden bei einem Bombenangriff der USAAF eine Flüchtlingsbaracke getroffen. Dabei kamen fünf Mitglieder einer evakuierten Münchner Familie ums Leben. Der Angriff galt vermutlich einer Messstation des „Amtes für Wellenausbreitung“ in München – einer Außenstelle der Forschungsanstalt der Deutschen Reichspost, die 1942 bei Jakobneuharting eingerichtet wurde. Die Anlage selber wurde nicht getroffen. Zweck der Anlage war die Erforschung der Bodenwellenausbreitung, benannt wurde die Anlage als „Station Grafing“.
Durch Bescheid des Landratsamts Ebersberg vom 20. Mai 2013 wurden die Namen zweier Gemeindeteile geändert, „Eschenlohe“ wurde zu „Eschenloh“ und „Lochen“ zu „Lohen“. Sie erhielten damit wieder ihre historischen Namen.

### Einwohnerentwicklung
Zwischen 1988 und 2018 wuchs die Gemeinde von 1150 auf 1571 um 421 Einwohner bzw. um 36,6 %.
- 1970: 1079 Einwohner
- 1987: 1115 Einwohner
- 1991: 1221 Einwohner
- 1995: 1284 Einwohner
- 2000: 1314 Einwohner
- 2005: 1438 Einwohner
- 2010: 1475 Einwohner
- 2015: 1517 Einwohner

## Politik
Der Gemeinde ist Mitglied der Verwaltungsgemeinschaft Aßling.

### Gemeinderat
Die Gemeinderatswahl 2020 führte zu folgenden Stimmenanteilen und Sitzen:
| Partei/Liste                              | Sitze |
| ----------------------------------------- | ----- |
| CSU                                       | 7     |
| Wählergemeinschaft Frauenneuharting (WGF) | 5     |

### Bürgermeister
Erster Bürgermeister ist Eduard Koch (Wählergemeinschaft Frauenneuharting). Er ist seit 1. Mai 2014 im Amt und Nachfolger von Josef Singer (Liste 2).

### Wappen

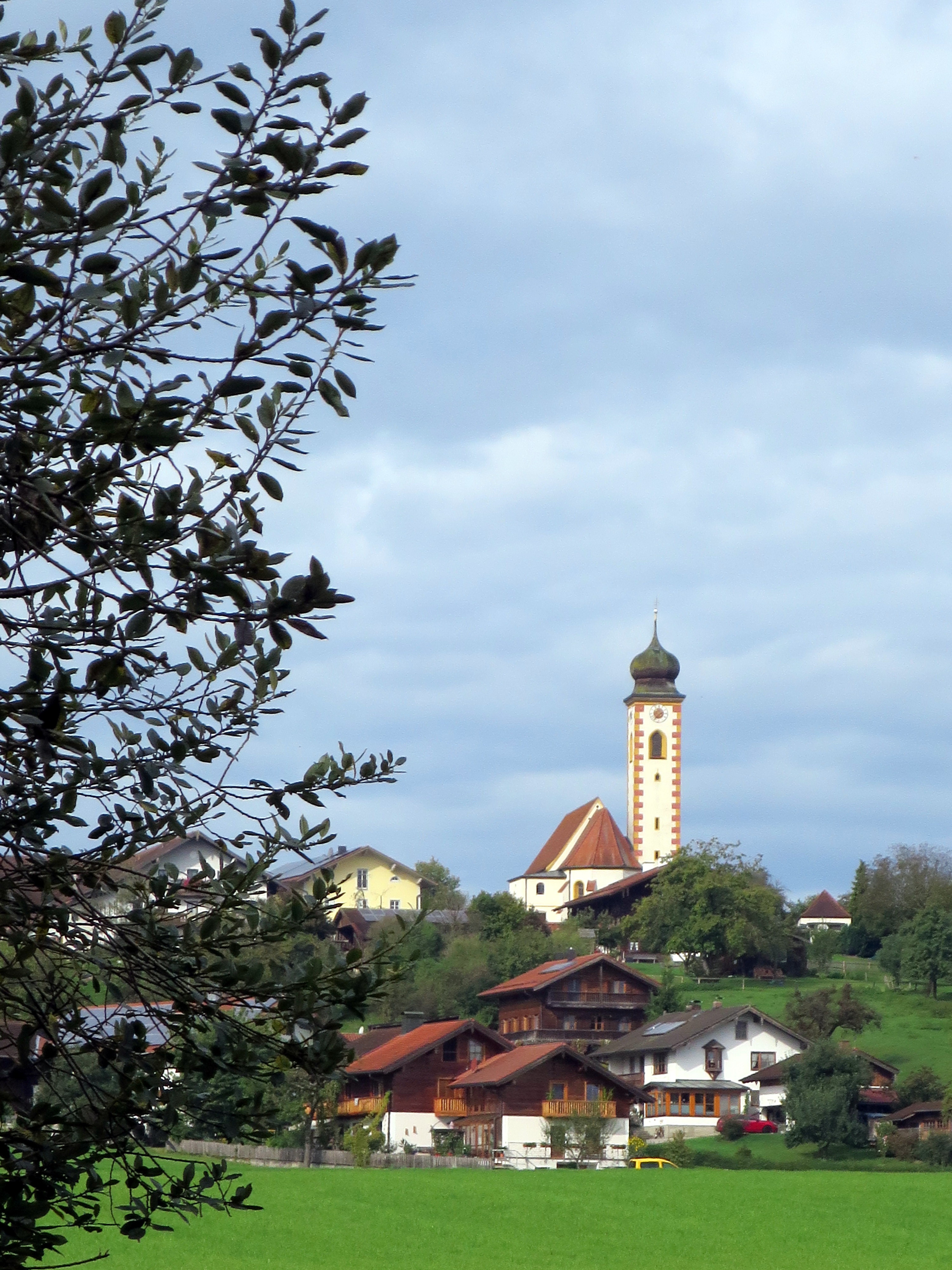
Blick auf Frauenneuharting mit kath. Pfarrkirche Mariä Heimsuchung

| | Blasonierung: „In Silber einen mit drei goldenen Kugeln belegten schwarzen Schrägbalken; darüber einen fünfstrahligen blauen Stern, darunter eine rote Muschel.“ |
| Wappenbegründung: Der mit Kugeln belegte Schrägbalken ist vom Wappen der Herren von Pienzenau hergeleitet, die von 1381 bis 1800 als Hofmarksherren mit Jakobneuharting, dem früheren Neuharting, und umliegenden Ortschaften verbunden waren. Stern und Muschel verweisen auf die Kirchenpatrone Maria und Jakob und spielen auf die Ortsnamenbestimmungsworte „Frauen“ und „Jakob“ in Frauen- und Jakobneuharting an. Im Mariensymbol des blauen Sterns kommen das Marienpatrozinium der um 1000 geweihten Kirche und der Gemeindename Frauenneuharting bildlich zum Ausdruck. Die Muschel, Attribut des heiligen Jakob und Pilgerzeichen, spielt auf die seit dem 15. Jahrhundert belegte Jakobsverehrung in der Kirche von Jakobneuharting an. Dieses Wappen wird seit 1972 geführt. | |

## Sehenswürdigkeiten
- Pfarrkirche Mariä Heimsuchung in Frauenneuharting
- Ehemaliger Pfarrhof, jetzt Pfarramt in Frauenneuharting
- Mesneranwesen in Frauenneuharting
- Ehemaliges Wasserschloss Eichbichl
- Filialkirche St. Jakobus in Jakobneuharting
- Filialkirche St. Petrus in Lauterbach
- Diverse Dorfkapellen und Bauernhöfe

## Wirtschaft und Infrastruktur

### Wirtschaft einschließlich Land- und Forstwirtschaft
Es gab im Jahr 2020 nach der amtlichen Statistik im produzierenden Gewerbe 125, in der Land- und Forstwirtschaft neun und im Bereich Handel und Verkehr keine sozialversicherungspflichtig Beschäftigte am Arbeitsort. In sonstigen Wirtschaftsbereichen waren am Arbeitsort 37 Personen sozialversicherungspflichtig beschäftigt. Sozialversicherungspflichtig Beschäftigte am Wohnort gab es insgesamt 700. Im verarbeitenden Gewerbe gab es zwei Betriebe, im Bauhauptgewerbe fünf Betriebe. Im Jahr 2016 bestanden zudem 64 landwirtschaftliche Betriebe mit einer landwirtschaftlich genutzten Fläche von 1746 ha, davon waren 656 ha Ackerfläche und 1089 ha Dauergrünfläche.

### Verkehr
Frauenneuharting liegt an der Kreisstraße EBE 20, über die u. a. Steinhöring und Aßling zu erreichen sind. Zur A 94 (Anschlussstelle Forstinning) sind es rund 23 km sowie zur A 99 (Anschlussstelle Haar) 29 km. Die Bundesstraße 304, die von München nach Freilassing an der Landesgrenze zu Österreich verläuft, ist etwa fünf Kilometer von Tulling entfernt.
Die nächstgelegenen Bahnstationen sind Tulling und Steinhöring an der Bahnstrecke Grafing–Wasserburg (fünf bzw. sieben Kilometer entfernt), Grafing Stadt mit Anschluss zur S-Bahn und Aßling an der Bahnstrecke München–Rosenheim (jeweils sieben Kilometer entfernt).

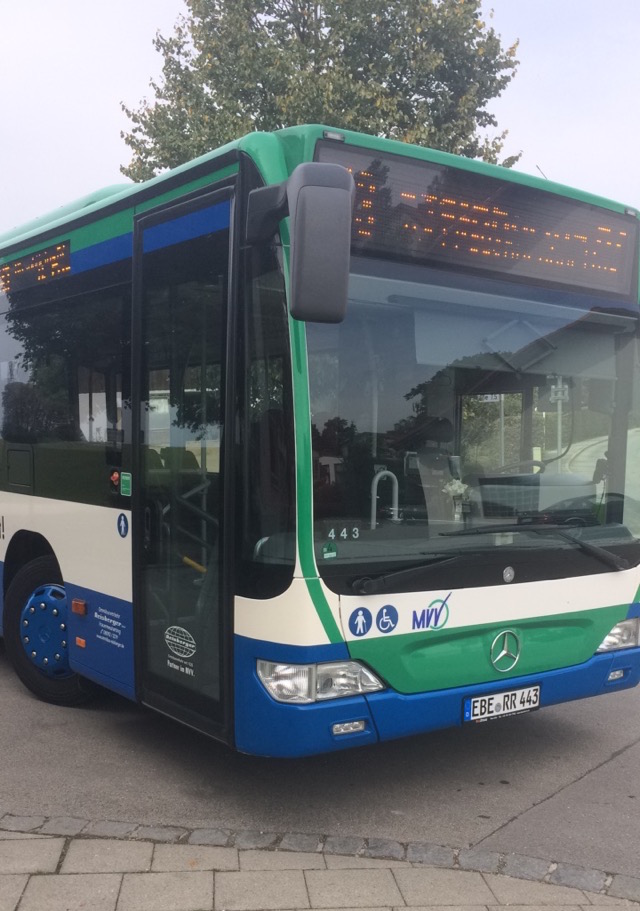
MVV-Rufbus

Die MVV-Regionalbuslinie 444 verbindet Frauenneuharting und die Gemeindeteile Aichat, Gersdorf, Haging, Haus, Hungerberg, Jakobneuharting und Tegernau untereinander und mit den Bahnstationen Aßling, Grafing Stadt und Grafing Bahnhof. Darüber hinaus stellt die seit 15. Dezember 2014 verkehrende MVV-Rufbuslinie 443 Busverbindungen zwischen Frauenneuharting und den Bahnhöfen Tulling und Steinhöring her, wo Umsteigemöglichkeiten zur Bahnstrecke Grafing–Wasserburg bestehen. Zudem werden durch die MVV-Rufbuslinie 443 erstmals die Gemeindeteile Baumberg und Lauterbach an den öffentlichen Personennahverkehr angebunden.

### Bildung
Im Jahr 1999 gab es folgende Einrichtungen:
- Kindergärten: 50 Kindergartenplätze mit 51 Kindern
- Volksschulen: eine mit zehn Lehrern und 165 Schülern